# جون بروستر جونيور
جون بروستر جونيور (بالإنجليزية: John Brewster, Jr.)‏ هو رسام أمريكي، ولد في 1766 في هامبتون في الولايات المتحدة، وتوفي في 1854 في Buxton, Maine ‏ في الولايات المتحدة.